# Maroon 5
A Maroon 5 egy amerikai pop-rock együttes a kaliforniai Los Angelesből.  Tagjai: Adam Levine (ének, ritmusgitár), James Valentine (basszusgitár, vokál), Jesse Carmichael (ritmusgitár, vokál), Michael Madden (basszusgitár, vokál), valamint Matt Flynn (dobok, ütőhangszerek). Pj Morton (szintetizátor,vokál). Az eredeti tagok, Levine, Carmichael, Mickey Madden basszusgitáros és Ryan Dusick 1994-ben jöttek össze először, Kara's Flowers néven, még középiskolás korukban.
Miután kiadták a We Like Digging című albumukat, a Reprise Recordshoz szerződtek, és 1997-ben megjelent a The Fourth World című lemezük. Az album mérsékelt sikereket ért el, emiatt a kiadó elhagyta a zenekart, a tagok pedig egyetemi tanulmányaikra összpontosítottak. 2001-ben a zenekar már Maroon 5 néven tért vissza, más irányokat követve. Ezt követően az Octone Recordshoz szerződtek, és 2002 júniusában kiadták debütáló albumukat, a Songs About Jane-t. Legsikeresebb kislemezei a Harder to Breathe, a This Love, és a She Will Be Loved lettek. Az album a Billboard 200 hatodik helyén debütált, és négyszeres platina lett 2005-ben, ugyanebben az évben Grammy-díjat nyertek a Grammy-díj a legjobb új előadónak kategóriában. 2006-ban Dusick súlyos csukló-és vállsérülései miatt távozott a csapatból, helyét Matt Flynn vette át.
A együttes második albuma, It Won't Be Soon Before Long címmel jelent meg 2007 májusában.  A lemez az első helyen debütált a Billboard 200-on, első kislemeze a Makes Me Wonder pedig a csapat első első helyezésű dala lett a Billboard Hot 100-on. 2010-ben vegyes kritikák mellett megjelent harmadik lemezük, a Hands All Over, egy évvel később pedig újra megjelentették a Moves Like Jagger című kislemezt, amely a Billboard Hot 100 első helyén debütált. 2012-ben Carmichael távozott a csapatból, helyére PJ Morton került. Ezzel egy időben kiadták negyedik albumukat, az Overexposed-t. Legsikeresebb kislemeze a One More Night lett, amely kilenc egymást követő héten a Billboard Hot 100 első helyén szerepelt.
2014-ben Carmichael újra csatlakozott a csapathoz Morton mellett, hogy elkészítsék az ötödik albumot, a V-t, majd ezt követően az Interscope Recordshoz és Levine saját kiadójához, a 222 Recordshoz szerződtek. A V megjelenését követően az első helyet érte el a Billboard 200-on. 2016-ban csatlakozott a csapathoz régebbi munkatársuk Sam Farrar, így az együttes felállása Morton és Farrar mellett hét tagra nőtt, ezzel egy időben folytatták hatodik stúdióalbumuk, a Red Pill Blues felvételeit, amely 2017 novemberében jelent meg. Legsikeresebb kislemezeik, a Sugar és a Girls Like You a Hot 100-as lista második és első helyére kerültek. A zenekar hetedik albuma, a Jordi, 2021 júniusában jelent meg. A Maroon 5 eddig több mint 120 millió lemezt adott el, ezzel a világ egyik legsikeresebb zenei előadója. 2023 januárjában bejelentették, hogy a Moves Like Jagger minden idők második legtöbbet letöltött dala.

## Történet

### 1994–2001: Kara's Flowers és a Maroon 5 alapítása
Adam Levine-t egy közös barát és gitáros, Adam Salzman mutatta be Ryan Dusicknak. Levine ekkor 15, Dusick pedig 16 éves volt. Az öttagú zenekarból hárman együtt kezdtek játszani, majd ezután a zenekar négy eredeti tagja is összeállt, miközben a Los Angelesi Brentwood Schoolban végezték tanulmányaikat. Ezalatt Adam Levine és Jesse Carmichael csatlakozott Mickey Maddenhez és Ryan Dusickhoz és együtt megalakították a Kara's Flowers-t. A nevet egy lánytól vették, aki szintén a középiskolába járt. Mialatt Malibuban léptek fel, Tommy Allen, független producer hallotta őket játszani, és felajánlotta nekik, hogy vegyenek fel egy teljes lemezt párjával, John DeNicola dalszerzővel, aki a Dirty Dancing – Piszkos tánc (1987) című munkájáról ismert. Rob Cavallo producer és menedzsment csapata meghallgatta az Allen és DeNicola által készített albumot, amely végül arra késztette Cavallót, hogy szerződést ajánljon nekik a Reprise Recordscal, és újra felvette az albumot. A The Fourth World című albumuk azonban nem hozta a várt sikert, ahogy első kislemezük, a "Soap Disco" sem. Levine szerint a lemez "hatalmas csalódás" volt, amely körülbelül 5000 példányban kelt el, és hat hónap után megszűnt a zenekar.
Dusick és Madden ekkoriban az University of California, Los Angelesen végezték tanulmányaikat. Mialatt Levine és Carmichael New Yorkban voltak, meghallották az ottani városi zenét, és később elhatározták, hogy a stílus befolyásolja majd az általuk írt dalokat.
Amikor a zenekar 2001-ben visszatért, magukkal hozták ezeket a hatásokat. Sam Farrar (a Phantom Planet együttes basszusgitárosa) elmondta, hogy Aaliyah Are You That Somebody? című dala nagy hatással volt rájuk, valamint a "Not Coming Home" című dalra. Tim Sommer producer az MCA Recordshoz szerződtette őket, és 2001 közepén három számot készített velük Los Angelesben. Sommer tanácsára az MCA azonban elutasította a zenekar felvételét, és ezek a számok soha nem jelentek meg. A zenekar összeállított egy demót, amelyet több kiadó is elutasított, melőtt az Octone Recordshoz szerződtek volna.
Ben Berkman arra buzdította Dienert és Boxenbaumot, hogy repüljenek Los Angelesbe, és nézzék meg a The Viper Room bemutatójátékát, a négyrészes Kara's Flowers-ként. Miután megtekintették Levin-t a színpadon, Berkman azt nyilatkozta a HitQuartersnek, hogy úgy gondolja, hogy a zenekarnak szüksége van egy ötödik tagra, aki gitározik. Az Octone ragaszkodott ahhoz, hogy az együttes változtasson nevet, hogy szakítson popmúltjával. A kiadó egy teljes munkaidős gitárost is keresett, hogy Levine frontemberré válhasson. Így érkezett James Valentin akit (az LA Square Squareből) toboroztak. A zenekarhoz való csatlakozásakor Valentine megjegyezte: "Összebarátkoztam velük, és végül kiléptem a másik zenekaromból, hogy csatlakozzak hozzájuk". Miután meghallotta Levine játékát, Valentine észrevette affinitását Phish iránt, és a két zenész elkezdett együtt dolgozni.

### 2002–2006:Songs About Janeés Dusick távozása
A már Maroon 5 néven megjelentetett első albumuk a 2002 júniusában kiadott Songs About Jane címet kapta. Első kislemeze, a Harder to Breathe elősegítette az album értékesítését. 2004 márciusáig az album eljutott a legjobb 20 közé a Billboard 200-on, a Harder to Breathe pedig a legjobb 20 közé a Billboard Hot 100-on. Az album 2004 szeptemberében, a megjelenés után 26 hónappal a Billboard 200-on elérte a hatodik helyet. Több mint 10 millió példányban kelt el világszerte. A következő három évben a zenekar gyakorlatilag megállás nélkül turnézott.
A Songs About Jane végül az első helyezett lett az ausztrál albumok listáján, míg a Harder to Breathe bekerült az Egyesült Államok és az Egyesült Királyság Top 20-as kislemezlistájába, valamint a Top 40-be Ausztráliában és Új-Zélandon. Az album végül az Egyesült Királyság első helyére is feljutott. Második kislemeze, a This Love az Egyesült Államokban az ötödik, az Egyesült Királyságban a harmadik, Ausztráliában pedig a nyolcadik helyre került. A harmadik kislemez, a She Will Be Loved elnyerte az ötödik helyet az Egyesült Államokban, és az Egyesült Királyságban, Ausztráliában pedig bekerült a legjobb 40 közé. A negyedik kislemez, a Sunday Morning bejutott a Top 40-be az Egyesült Államokban. A csapat 2005-ben fellépett a Live 8 koncertsorozaton Philadelphiában. 2005. május 13-án az együttes lezárta a 2005-ös Honda Civic Tour-t, a kaliforniai Santa Barbarában. 2005. június 9-én felléptek az Amerikai Filmintézet-ben, ahol George Lucas filmrendező előtt tisztelegtek. Lucas maga választotta ki az eseményre a csapatot, mivel akkoriban ez volt gyermekei kedvenc zenekara. 2006 szeptemberében Dusick egy régebbi sérülése miatt elhagyta az együttest, helyére Matt Flynn került.

### 2007–2008:It Won't Be Soon Before Long
Nyolc hónapos felvétel után, 2007 májusában megjelent második albumuk, az It Won't Be Soon Before Long. Levine azt nyilatkozta, hogy ihletet szeretett volna meríteni az 1980-as évek ikonikus előadóitól, mint például Prince, Shabba Ranks, Michael Jackson, vagy a Talking Heads. A lemezt az A&M Octone Records adta ki. Levine az albumot a Songs About Jane nyomon követéseként "szexibbnek és erősebbnek" írta le. Első kislemeze a Makes Me Wonder volt. Az album megjelenése után megdöntötte az iTunes eladási rekordját, a megjelenési héten, több mint 101 000 példányban. A Makes Me Wonder-t 2007. március 27-én adták ki a rádióban. A dal a 84. helyen debütált a Billboard Hot 100-on. Május első hetében a kislemez a 64. helyről az 1. helyre emelkedett, ami a Billboard történetének akkori legnagyobb eseménye volt. A dal az első helyet érte el a Billboard Hot Digital Songs, Pop 100, és a Hot Dance Club Play listáin is. Az album Makes Me Wonder, Wake Up Call, az If I Never See Your Face Again, és a Nothing Lasts Forever című dalai szerepelnek az MTV The Hills című televíziós sorozatának harmadik évadában.
Az album támogatására a zenekar 2007 áprilisától júniusig turnéra indult Boston, San Francisco, Los Angeles, Minneapolis, Miami, és New York kisebb helyszínein. 2007. szeptember 6-án megjelentek a Fashion Rocks koncerten, ahol előadták a Wake Up Call-t, valamint a The Ronettes Be My Baby című slágerét. Később 2007 végén elindult It Won't Be Soon Before Long Tour című turnéjuk, ahol Észak-Amerika 28 városát járták be. A turné szeptember 29-én kezdődött Detroitban, és 2007. november 10-én ért véget Las Vegasban. A turné különleges vendége a The Hives volt, ezenkívül vendég volt még Sara Bareilles, Kevin Michael, és a Phantom Planet, akik a turné egy részében léptek fel. A zenekar ezután előadta a Makes Me Wonder-t az American Idol 6. évadában, valamint az If I Never See Your Face Again-t, az American Idol 7. évadában, amelyeket az utóbbi évadban a show Idols Gives Back című különkiadásában is bemutattak. 2008 májusában a csapat közreműködött az If I Never See Your Face Again című duett új változatában amit Rihannával közösen vettek fel, és amely a csapat újrakiadott második albumán, valamint Rihanna Good Girl Gone Bad című albumán is megjelent. 2008. május 13-án előadták a Goodnight Goodnight-ot, a 2008-as The CW Television Network eseményen.

### 2009–2012:Hands All Over
Levine kijelentette, hogy szerinte az együttes elérte karrierjének csúcspontját, és elkészítheti következő albumát, mielőtt feloszlik. Levine később eloszlatta a zenekar felbomlásának minden pletykáját.
2009 januárjában az együttes fellépett a washingtoni Renaissance Hotelben a "Deklaráld magad" rendezvényen Barack Obama elnök beiktatásának tiszteletére. A zenekar feldolgozta a The Way You Look Tonight feldolgozásának változatát, amely Frank Sinatra His Way, Our Way című tribute albumán jelent meg. A 2010-es Valentin nap című film filmzenéjeként is szerepelt.
Az együttes harmadik stúdióalbumát 2009 közepén vették fel Svájcban, ahol csatlakozott hozzájuk Robert John "Mutt" Lange lemezproducer is. Az album Hands All Over címmel jelent meg 2010. szeptember 21-én. A lemez a Billboard 200 második helyén debütált, a Zac Brown Band You Get What You Give című lemeze mögött. A Billboard 200 magas helyezése ellenére csak 142 000 példány kelt el belőle, ami viszonylag gyenge volt az előző, It Won't Be Soon Before Long című albumukhoz képest, ami 429 000 példánnyal az első helyen debütált. Az album vegyes kritikákat kapott a zenekritikusoktól, bár sokan dicsérték a produkcióját. Első kislemeze a Misery lett, amely 2010. június 22-én jelent meg, és a 14. helyet érte el a Billboard Hot 100-on. 2011 februárjában a csapat főszereplője volt a Super Bowl XLV előzetesének Keith Urban-nal. A Coca-Cola 2011. márciusi promóciója során a zenekar részt vett egy különleges stúdiómunka során, amelynek során PJ Morton zenész segítségével mindössze 24 órájuk volt egy teljesen eredeti dal megírására. Miután lejárt az idejük, az „Is Anybody Out There” című dal ingyenesen letölthető a Coca-Cola weboldalán.
2011. július 12-én újból kiadták a Hands All Over című albumukat, főként a Christina Aguilerával közös Moves Like Jagger című nyári slágerük felvétele céljából. A dalt először a The Voice című tehetségkutatóban lehetett hallani először 2011. június 21-én, és 2011 szeptemberében az első helyen végzett a Billboard Hot 100-on. Levine közreműködött a Gym Class Heroes Stereo Hearts című dalában is, amely a Billboard Hot 100-on a negyedik helyet érte el. 2011. szeptember 8-án Jesse Carmichael kijelentette, hogy az együttes valószínűleg egy éven belül megkezdi a következő album felvételét. Októberben élőben felléptek a Rock in Rio koncerten, a brazíliai Rio de Janeiróban. 2011 novemberében Travie McCoy-val felléptek a Saturday Night Live-on, ahol a "Moves Like Jagger" valamint a "Stereo Hearts" című dalokat adták elő, majd 2011. november 20-án ugyanezeket a dalokat adták elő Christina Aguilera és a Gym Class mellett. Később a 2011-es Victoria's Secret divatbemutatón adták elő a "Moves Like Jagger"-t. A következő évben elnyerték a 2012-es People Choice-díját is, ezzel maguk mögé állítva a Linkin Parkot és a Coldplay-t. 2012. február 12-én felléptek az 54. Grammy-gálán a Foster the People és a The Beach Boys mellett. Később közreműködtek Rozzi Crane Az éhezők viadala: Dalok a 12. körzetről és azon túl című filmzenei albumán a "Come Away to the Water" című dallal.

### 2012: Carmichael szünete ésOverexposed
2012. március 9-én bejelentették, hogy Jesse Carmichael határozatlan időre távozik a csapatból, hogy a "zene és a gyógyító művészetek" tanulmányaira összpontosítson. Helyét PJ Morton vette át, aki 2010 óta turnézott velük, és aki teljes munkaidős tag lett, mivel R&B művészként kevesebb sikert ért el.
A csapat negyedik stúdióalbuma, az Overexposed 2012. június 26.-án jelent meg. Első kislemezét, a Payphone-t április 16.án adták ki, amelyben közreműködik Wiz Khalifa is. A dal a harmadik helyen debütált a Billboard Hot 100-on, végül a második helyre került. Ezt követte a One More Night című második kislemez, 2012. június 19.-én, amely az első helyen végzett a Hot 100-on. A dél-amerikai Overexposed Tour kezdetén az együttes bemutatta a nagyközönségnek a zenekar legújabb tagját, régi és közeli barátjukat, Sam Farrar-t. Farrar a zenekar néhány dalának társszerzője és társproducere volt, szinte az összes stúdióalbumukon. 2012 júliusában a csapat kijelentette, hogy már dolgoznak a következő, ötödik stúdióalbumukon, az Overexposed kereskedelmi sikere után. 2012 októberében Jesse Carmichael megerősítette, hogy visszatér az együtteshez, miután befejezték az Overexposed Tour című turnéjukat, valamint azt is bejelentette, hogy újra csatlakozik az ötödik lemez felvételeihez.
2012. november 8-án előadták a Daylight-ot, az album harmadik kislemezét, a The Voice-on. A dal népszerűsítése érdekében videóprojektet indítottak, "The Daylight Project" néven. A projekt arra buzdította a rajongókat, hogy saját részeiket forgassák le, hogy aztán felkerüljön a "Daylight" hivatalos videóklipjébe, amelyet Jonas Åkerlund rendez. 2012. december 10-én jelent meg. Ezt követően újabb videó jelent meg a dalhoz, Playing for Change címmel, rendezője Mark Johnson volt, és 2013. január 17-én jelent meg. Ez a videó számos utcai zenészt tartalmaz a világ minden tájáról, akik a turnén fellépő együttessel együtt játszanak és énekelnek. A dal a Hot 100-on a hetedik helyet érte el, a Mainstream Top 40-en, pedig az első helyet.

### 2013–2016:V, Carmichael visszatérése és felállás változások
2013 áprilisában James Valentine kijelentette, hogy a zenekar már a stúdióban van, és dolgozik ötödik stúdióalbumán. 2013. április 1.-én az együttes bejelentette, hogy elindul a 12. Honda Civic Tour nevű turnéjuk, amelynek különleges vendége, Kelly Clarkson lesz. A turné 2013. augusztus 1-jén kezdődött, és 2013. október 6-án ért véget, 33 dátummal. 2014 februárjában a csapat előadta az All My Loving és a Ticket to Ride című számokat a CBS The Night That Changed America: A Grammy Salute to the Beatles című műsorában, hogy megemlékezzenek a The Beatles 1964-es Egyesült Államokba érkezésének 50. évfordulójáról. Az együttes ezután, 2013. május 14-én megjelentette az album negyedik, egyben utolsó kislemezét, a Love Somebody-t. 2014. április 15-én Jesse Carmichael megerősítette, hogy időben összeállt a zenekarral, hogy felvegye velük a lemezt. Carmichael és PJ Morton visszatérésével az együttes felállása így hat tagra nőtt.
2014 májusában elhagyták az A&M Octone Records-t, és az Interscope Recordshoz, valamint Levine kiadójához, a 222 Recordshoz szerződtek, és bejelentették ötödik, V című stúdióalbumuk érkezését, amely 2014. szeptember 2-án jelent meg. Első kislemezét, a Maps-t, 2014. június 16-án adták ki, és a Hot 100-on a hatodik helyet érte el. Augusztus 10-én a banda a Hyundai Card City Break, egy dél-koreai rockfesztivál fellépője volt. Augusztusban felléptek a 2014-es MTV Video Music Awards-on a "Maps" valamint a "One More Night" című dalokkal. Az album második kislemeze, az Animals, ugyanebben a hónapban jelent meg, és a Hot 100-on a harmadik helyet érte el. A dal a 2015-ös Kia Soul EV reklámban is szerepelt.
Az album kiadása után, 2014. szeptember 10-én elérte az első helyet a Billboard 200-on. A kritikusoktól azonban vegyes kritikákat kapott. Brad Wete így fogalmazott: "Levine kolibriszerű éneke és szenvedélyes előadása ugyanolyan komoly, mint a debütáló Songs About Jane idején 2002-ben". 2014. szeptember 11-én felléptek a 2014-es iTunes Fesztiválon, Londonban. Később a zenekar fellépett a Grammy Awards karácsonyi különlegességén, A Very Grammy Christmas címmel 2014. december 5-én, valamint az iHeartRadio Jingle Ball Tour 2014-en 2014. december 12-én.
Az album harmadik kislemeze, a Sugar 2015. január 13-án jelent meg, majd egy nappal később megjelent egy videóklip, ahol az együttes Los Angeles körül utazik, és véletlenszerű esküvőkön lépett fel. A dal a 2. helyet érte el a Hot 100-on. 2015. február 22-én a csapat Lost Stars címmel szerepelt a 87. Oscar-gálán. A dal a 2013-as Szerelemre hangszerelve című film filmzenéjén jelent meg, (amiben Levine is szerepel), és a zenekar V című albumának deluxe kiadása.
Körülbelül ebben az időben indult el Maroon V Tour című turnéjuk, az album támogatására, amelyen olyan művészek szolgáltak nyitó eseményként, mint Magic!, Rozzi Crane, MattMcAndrew, Tove Lo, R. City, vagy a Phases. 2015. május 12-én bejelentették, hogy május 15-én kiadják This Summer című kislemezüket, amely megjelenik az ötödik album újra kiadott deluxe kiadásában is. Négy nappal később előadták a dalt a The Voice nyolcadik évadzáróján.
2015. szeptember 25-én megjelentették első legnagyobb válogatásalbumukat, a Singles-t, a 222-n, és az Interscope-on keresztül, amely 12 olyan kislemezt tartalmaz, amelyek az első öt albumon jelentek meg.
2016-ban a banda kiadta a The Studio Albums című albumot is. 2016-ban Sam Farrar, aki turnézott és együtt dolgozott a csapattal, megjelent az együttes promóciós fotóján, ahol új hivatalos tag lett. A név ellenére az együttes ekkor hét taggal rendelkezett.

### 2017–2018:Red Pill Blues
2017 januárjában Levine elárulta, hogy készül az együttes hatodik stúdióalbuma, amelyről azt nyilatkozta, hogy R&B hatású lenne. Később bejelentette, hogy az album novemberre várható. 2017 októberében a zenekar nyilvánosságra hozta hatodik stúdióalbumát, a Red Pill Blues-t. A nevet a Mátrix című 1999-es sci-fi film ihlette. Az album 2017. november 3-án jelent meg, és a Billboard 200 második helyét érte el.
Az albumról négy kislemez jelent meg: a Don't Wanna Know, a Cold, a What Lovers Do és a Wait. A lemez újbóli kiadása a Cardi B-vel közös Girls Like You remix változatát tartalmazza, amely 2018 májusában jelent meg ötödik, egyben utolsó kislemezként. A dal 33 hetet töltött a top 10-ben.
Az album támogatására elindult Red Pill Blues Tour című turnéjuk, amely 2018. május 30-án kezdődött, és 2019. december 31-én ért véget. A turné különleges vendégei Julia Michaels, Cxloe, és Sigrid voltak. 2018 júniusában a zenekar együttműködött a Hyundai-val, hogy felvegyék a Bob Marley and the Wailers Three Little Birds feldolgozását, amely kislemezként jelent meg az iTunes-on. 2018 augusztusában vendégszerepeltek a YouTube Premium Sugar című televíziós internetes sorozat első epizódjában.

### 2019–2022: Super Bowl LIII félidei show vitái, Madden szabadsága ésJordi
2019. február 3-án a zenekar fellépett a Super Bowl LIII félidei showjában, Atlanta (Georgiában) a Mercedes-Benz Stadionban, az amerikai rapper Big Boi és Travis Scott mellett. A zenekar döntése ellentmondásos volt, mert más zenészek, köztük Cardi B és Rihanna megtagadták a fellépést. A kivonuló zenészek ezzel jelezték támogatásukat Colin Kaepernicknek és másoknak, akik az Egyesült Államok himnusza alatt térdelve tiltakoztak a rendőri brutalitás és a rasszizmus ellen, és szembesültek az NFL következményeivel. Az előadás kritikát váltott ki a közönségből és a kritikusokból is.
2019. szeptember 20-án megjelentették Memories című dalukat, amely a második helyet érte el a Billboard Hot 100-on. A következő hónapban James Valentine gitáros felfedte tervben lévő új lemezük részleteit: „Ez egy új albumot vetít előre, amelyen jelenleg is a stúdióban dolgozunk.” A csapat 2020. február 23-án indította el 2020-as turnéját Dél-Amerikában, amely március 10-ig tartott. Az észak-amerikai részt eredetileg 2020 nyarára tervezték, de a Covid19-pandémia miatt az időpontokat átütemezték a közelgő 2021-es turnéra.
2020 júniusában bejelentették, hogy David Dobkin dokumentumfilmet rendez a csapatról, melynek bemutatójáról 2021-ben egyelőre nincs hír. 2020. június 27-én Los Angelesben letartóztatták Mickey Maddent, családon belüli erőszak vádja miatt. Néhány nappal később, 2020. július 14-én Madden bejelentette a People-nek, hogy "belátható időn belül" visszavonul a zenekartól. A Los Angeles-i megyei körzeti ügyész végül elutasította a vádemelést; az ügyet megszüntették, és végül nem emeltek vádat. Helyét Sam Farrar vette át, miután távozott az együttesből.
2020 júliusában bejelentették Nobody's Love című kislemezük kiadását, amely július 24-én jelent meg. 2020. december 16-án Levine elmondta, hogy a hetedik stúdióalbum 2021-re várható. Következő kislemezét, a Beautiful Mistakes-t 2021. március 3-án adták ki, Megan Thee Stallion amerikai rapperrel. 2021. április 29-én a zenekar bejelentette, hogy hetedik stúdióalbumuk, a Jordi, 2021 júniusában jelenik meg. Az együttes hivatalos online áruházának információi szerint, a Memories, a Nobody's Love, és a Beautiful Mistakes mind megjelenik az albumon. A kritikusoktól vegyes kritikát kapott.
A csapat 2021 szeptemberében a Shine a Light: A tribute to the Families of 9/11 (Tisztelgés a 9/11 családjainak) című televíziós különkiadás szereplője volt, amelyet a CNN sugárzott a New York-i 2001. szeptember 11-ei terrortámadások 20. évfordulója alkalmából. 2022 májusában koncertet vezényeltek a kairói Gízai piramisoknál, ahol a legtöbb híres dalukat előadták. PJ Morton ott kifejtette, hogy az együttes egyiptomi teljesítménye jobb volt, mint a 2019-es Super Bowl teljesítménye.

### 2023–jelen: Love Is Like és Las Vegas-i Rezidencia
2023 januárjában bejelentették, hogy a zenekar fellép a brazíliai first edition The Town Fesztiválon 2023. szeptember 7-én. A zenekar a Maroon 5: The Las Vegas Residency címet viselő első Las Vegas-i rezidenciájának fellépője volt a Dolby Live-on a Park MGM-ben. A műsor 2023 márciusában kezdődött és 2025 márciusában ért véget.
2023. május 19-én a csapat kiadott egy új kislemezt, a Middle Ground-ot. 2023 októberében Levine új zenéket jelentett be. 2025. április 7-én megerősítette, hogy egy új kislemez "a hónap végén" jelenik meg, és hogy egy új album megjelenése nyár környékén várható.
2025. április 25-én a csapat bejelentette új kislemezének megjelenését Priceless címmel, amelyben Lisa, a Blackpink nevű K-pop együttes énekesnője is közreműködik. A dal és a hozzá tartozó videóklip 2025. május 2-án jelent meg. 2025. június 23-án kiadták az "All Night" című kislemezt. A kislemezzel együtt bejelentették a közelgő nyolcadik stúdióalbumukat, a Love Is Like-ot is, amelynek megjelenési dátuma 2025. augusztus 15.

## Tagok
- Adam Levine – ének, ritmusgitár (1994–napjainkig)
- Jesse Carmichael – ritmusgitár, vokál (1994–napjainkig)
- James Valentine – basszusgitár, vokál (2001–napjainkig)
- Matt Flynn – dobok, ütőhangszerek (2006–napjainkig)
- Pj Morton – szintetizátor, vokál
- Sam Farrar – vokál, szólógitár

### Korábbi tagok
- Ryan Dusick – dobok, ütőhangszerek, vokál (1994–2006)
- Mickey Madden – basszusgitár (1994–2020)

## Diszkográfia
| Stúdióalbumok - Songs About Jane (2002) - It Won't Be Soon Before Long (2007) - Hands All Over (2010) - Overexposed (2012) - V (2014) - Red Pill Blues (2017) - Jordi (2021) - Love Is Like (2025) | Kara's Flowers-ként - We Like Digging? (1995) - The Fourth World (1997) |

## Díjak és jelölések
2004
- Billboard Music Award – Digital Artist of the Year
- MTV Europe Music Award – Best New Act
- MTV Video Music Awards Latin America – Legjobb rock előadó (Best Rock Artist), nemzetközi
- MTV Video Music Awards Latin America – Legjobb új előadó (Best Rock Artist), nemzetközi
- MTV Video Music Awards – Legjobb új előadó
- New Music Weekly Award – Az év együttese/duója (AC40 Group/Duo of the Year)
- Teen Choice Award – Choice Breakout Artist
- World Music Award – A Világ legjobb együttese (World's Best New Group)

2005
- Grammy-díj – Legjobb új előadó
- Grammy-díj – A legjobb vokális popduó vagy -együttes teljesítményért (Best Pop Performance by a Duo or Group with Vocals) – "This Love" (Live – Friday the 13th változat)
- Groovevolt Music and Fashion Award – A legjobb duó vagy együttes társulásáért (Best Collaboration, Duo or Group) – "She Will Be Loved"
- NRJ Radio Awards – International Breakout Act & Best International Song – "This Love"

2007
- Billboard Music Award – Legjobb nemzetközi album (Top Digital Album) – "It Won't Be Soon Before Long"
- Grammy-díj – A legjobb vokális popduó vagy -együttes teljesítményért (Best Pop Performance by a Duo or Group with Vocals) – "Makes Me Wonder"
- Grammy-díj – A legjobb vokális pop-albumért (Best Pop Vocal Album) – "It Won't Be Soon Before Long" (jelölés)

2009
- Grammy-díj – A legjobb vokális popduó vagy -együttes teljesítményért (Best Pop Performance by a Duo or Group with Vocals) – "Won't Go Home Without You" (jelölés)
- Grammy-díj – A legjobb vokális pop-társulásért (Best Pop Collaboration with Vocals) – "If I Never See Your Face Again" (Rihannával) (jelölés)

## Turnék
- Songs About Jane Tour (2003–2005)
- 2005 Honda Civic Tour (2005)
- It Won't Be Soon Before Long Tour (2007–2008)
- Palm Trees & Power Lines Tour (2010)
- Hands All Over Tour (2011)
- Overexposed Tour (2012–2014)
- Maroon V Tour (2015–2018)
- Red Pill Blues Tour (2018–2019)
- 2020 Tour (2020)
- 2020 Tour (2021)

## Fordítás
Ez a szócikk részben vagy egészben  a   Maroon 5 című angol Wikipédia-szócikk fordításán alapul.  Az eredeti cikk szerkesztőit annak laptörténete sorolja fel. Ez a jelzés csupán a megfogalmazás eredetét és a szerzői jogokat jelzi, nem szolgál a cikkben szereplő információk forrásmegjelöléseként.